# CA Porteño
Club Atlético Porteño – argentyński klub sportowy z siedzibą w mieście San Vicente wchodzącym w skład zespołu miejskiego Buenos Aires.

## Osiągnięcia
- Mistrz Argentyny (2): 1912, 1914
- Wicemistrz Argentyny (2): 1910, 1911

## Historia
Klub założony został 28 lipca 1895 roku pod nazwą Porteño Athletic Club, którą później zmieniono na Club Atlético Porteño. W 1906 roku klub uzyskał awans do pierwszej ligi. W swoim debiucie w 1907 roku Porteño zajął w lidze 6. miejsce.
W następnych dwóch sezonach klub zajął 7. miejsce, po czym w 1910 zdobył tytuł wicemistrza Argentyny, a sukces ten powtórzył w 1911 roku. W 1912 roku doszło do podziału ligi - w chwili podziału Porteño zajmował w tabeli 3. miejsce. Klub wziął udział w mistrzostwach organizowanych przez federację Federación Argentina de Football, które wygrał i zdobył swój pierwszy tytuł mistrza Argentyny. Po słabym sezonie w 1913 roku, gdzie Porteño zajął 8. miejsce, w 1914 zdobyty został drugi tytuł mistrza Argentyny. W 1915 roku, w już połączonej, lidze Porteño zajął 4. miejsce.
W następnych sezonach klub plasował się z dala od szczytu, zajmując kolejno 8. miejsce w 1916, 13 w 1917 i 11 w 1918 roku. W 1919 doszło do kolejnego podziału ligi - Porteño w momencie podziału zajmował wysokie 3. miejsce. Ostatecznie klub wziął udział w mistrzostwach organizowanych przez federację Asociación Argentina de Football, gdzie zajął ostatnie, 6. miejsce. W kolejnych sezonach Porteño też był blisko końca tabeli, zajmując ostatnie miejsce w 1921, 1923 i 1926 roku.
W na powrót połączonej lidze Porteño zajął w 1927 roku ostatnie 34. miejsce. W 1928 roku znów było ostatnie, 36. miejsce, co oznaczało spadek z ligi. Porteño już nigdy nie wrócił do najwyższej ligi Argentyny.
Porteño spędził w pierwszej lidze argentyńskiej 22 sezony. W tym czasie rozegrał 446 meczów (11 anulowanych), w tym 139 zwycięstw (7 anulowanych), 92 remisy (2 anulowane) i 215 porażek (2 anulowane), zdobywając 370 punktów (16 anulowanych). Łącznie klub zdobył 611 bramek (w tym 24 w meczach anulowanych) i stracił 842 bramki (w tym 15 w meczach anulowanych).
Piłkarze klubu Porteño wchodzili w skład reprezentacji Argentyny podczas 5 turniejów o mistrzostwo Ameryki Południowej. W Copa América 1916, gdzie Argentyna została wicemistrzem, klub reprezentował Juán José Rithner. W turnieju Copa América 1917 Argentyna ponownie została wicemistrzem, a Porteño reprezentował José Clarke. Najwięcej graczy klubu, bo aż czterech, było w składzie argentyńskiej reprezentacji podczas turnieju Copa América 1919, gdzie Argentyna zajęła 3. miejsce. Wówczas klub reprezentowali José Clarke, Carlos Izaguirre, Emilio Sande i Eduardo Uslenghi. W turnieju Copa América 1920 z klubu Porteño było w reprezentacji dwóch graczy - Juan Presta i Eduardo Uslenghi. Argentyna zdobyła wtedy wicemistrzostwo Ameryki Południowej. W turnieju Copa América 1921 Argentyna została mistrzem Ameryki Południowej, a Juan Presta jest jedynym w dziejach klubu Porteño piłkarzem, który wchodził w skład reprezentacji mistrza kontynentu.
W 1931 roku sekcja piłkarska została rozwiązana i odtąd w klubie główną dyscypliną sportową stało się rugby.